# Кабаньевское сельское поселение
Кабаньевское се́льское поселе́ние — муниципальное образование в Калачинском районе Омской области Российской Федерации.
Административный центр — село Кабанье.

## История
Статус и границы сельского поселения установлены Законом Омской области от 30 июля 2004 года № 548-ОЗ «О границах и статусе муниципальных образований Омской области».

## Население
| 2010 | 2011 | 2012 | 2013 | 2014 | 2015 | 2016 |
| ---- | ---- | ---- | ---- | ---- | ---- | ---- |
| 898  | ↘895 | ↘867 | ↘840 | ↘818 | ↘794 | ↘755 |
| 2017 | 2018 | 2019 | 2020 | 2021 | 2023 |      |
| ↗757 | ↘738 | ↘737 | ↘700 | ↘660 | ↘638 |      |

## Состав сельского поселения
| № | Населённый пункт | Тип населённого пункта       | Население |
| - | ---------------- | ---------------------------- | --------- |
| 1 | Кабанье          | село, административный центр | ↘656      |
| 2 | Львовка          | деревня                      | ↘242      |